# Немодлін (гміна)
Гміна Немодлін (пол. Gmina Niemodlin) — місько-сільська гміна у південно-західній Польщі. Належить до Опольського повіту Опольського воєводства.
Станом на 31 грудня 2011 у гміні проживало 13582 особи.

## Площа
Згідно з даними за 2007 рік площа гміни становила 183.22 км², у тому числі:
- орні землі: 62.00%
- ліси: 28.00%

Таким чином, площа гміни становить 11.55% площі повіту.

## Населення
Станом на 31 грудня 2011:
| Опис     | Загалом | Загалом | Чоловіки | Чоловіки | Жінки | Жінки |
| -------- | ------- | ------- | -------- | -------- | ----- | ----- |
| одиниця  | осіб    | %       | осіб     | %        | осіб  | %     |
| все      | 13582   | 100     | 6706     | 49.37    | 6876  | 50.63 |
| міське   | 6748    | 100     | 3249     | 48.15    | 3499  | 51.85 |
| сільське | 6834    | 100     | 3457     | 50.59    | 3377  | 49.41 |

## Сусідні гміни
Гміна Немодлін межує з такими гмінами: Ґродкув, Домброва, Ламбіновіце, Левін-Бжеський, Ольшанка, Скорошице, Туловіце.